# 折田先生像
折田先生像（おりたせんせいぞう）は、京都大学の前身の一つである旧制第三高等学校の初代校長折田彦市（おりた ひこいち）の業績を讃えるために製作された銅像である。京都大学構内に設置されていたが、派手な落書き・いたずら（オブジェ化）が相次ぎ有名になる。本来の銅像が1997年に撤去されると、「折田先生像」と題してかつての設置状況を模倣したオブジェが制作・展示されるようになった。2000年代半ばより入学試験シーズン（前期試験期間中）に定期的に登場するこのオブジェも、「折田先生像」の名で呼ばれている。

## 本来の「折田先生像」

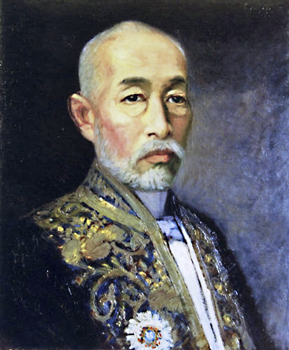
折田彦市（1849年 - 1920年）

折田彦市（1849年 - 1920年）は第三高等学校の校長を（その前身校も含めて）30年にわたって務め、京都帝国大学の設立に際しても創立委員としてかかわった人物である。折田校長の下で培われた三高の「自由の学風」は、後身である新制京都大学にも影響を及ぼしているとされている。
折田の功績を顕彰するための像は1940年以来過去3回製作されている。
- 1940年（昭和15年） - 三高卒業生有志者の寄付により像が制作され、三高本館前に設置される。
- 1941年（昭和16年） - 太平洋戦争の金属供出により失われる。代わりに石膏像が制作される。
- 1950年（昭和25年） - 旧制高等学校廃止を記念し、同窓生の寄付により銅像が制作される。

現存する銅像「折田先生像」は1950年、辻晋堂（京都市立美術大学教授）製作によるものである。銅像は、かつての三高本館であった京都大学教養部A号館の前に設置された（教養部は1993年に廃止され、総合人間学部に移行）。しかし、ある時期から落書き・いたずらが相次いだため（後述）、1997年3月に大学当局は折田の像および台座を設置場所から撤去し、総合人間学部図書館の地下書庫に収納した。この像は13年半後の2010年10月より、京大吉田キャンパス本部構内南側の三高記念館設置準備室で一般公開が再開され、2013年より京大百周年時計台記念館1階の歴史展示室にて常設展示されている。なお展示されている像の向かって左側台座付近を注視すると落書きの痕跡と思われる赤いペンキが付着している様子を確認できる。

## 銅像への落書き
いつの頃からかは不明であるが、この銅像に対する落書き・いたずらが行われるようになった。またそれが1回限りの単発的な出来事でなく繰り返し行われたことから、大学内外で衆目を集めるようになる。初期はペンキによる着色など単純なものであったが、行為は徐々にエスカレートし、「腕を取り付ける」「自転車を担がせる」などの物体の付加や、像全体を覆って別の物として展示することにその内容が移行していった。
遅くとも1986年には顔を赤くスプレーされ、台座に「怒る人」と落書きされた、その後の姿に比べればごくシンプルなバージョンであり、一部で「京大の『怒る人』」として知られていた。これは比較的長い期間放置されていたが、1991年に何者かが赤い顔を青に塗り替え、台座に「怒らないで」と上書きした。これを機に、一連の落書きの連鎖が始まることになる。
「怒らないで」の次に、彼らが行った落書きは「歌舞伎の隈取」の意匠であった。これはすぐさま大学側によって消された。その後、合成樹脂による両手を取り付けた「れーにん」、巨大な被せ物による「モアイ」など、初期の何種かのバージョンが製作された。その後も折田先生像への落書きは一種の文化のように継承され、回を追うごとにエスカレートしていき、一部では銅像アートと呼ばれるさまざまな作品を残した。
- 赤と黄色に彩られ、頭にカップを乗せたヤキソバンバージョン[3][4]
- 肩に自転車を掛け、「私も入ってます！！」と張り紙のされたサイクリング部勧誘バージョン
- 女性用下着を顔につけ、「フォオオオ」と書き込まれた変態仮面バージョン
- 全体にダンボールによって作られたモアイ像を被されたモアイバージョン

これに対し、1994年から大学は一旦銅像を清掃し、横に右記のような立て看板を立てて学生に落書きを止めるよう要請した。しかしこの立て看板に対抗して、「この像を汚さないで」と銅像に早速落書きされた。以後もアンナミラーズのウェイトレスバージョン、ウルトラマンゼアスバージョン、「お父様、お母様、今まで育ててくれてありがとう。今日、私…お嫁に行きます」と張り紙のされた花嫁バージョンなど衣装や被り物が数多く制作された。こうした銅像に対する落書き・いたずらは構内整備を機に折田先生像が撤去される1997年3月まで続いた。

## 銅像撤去後のオブジェ制作

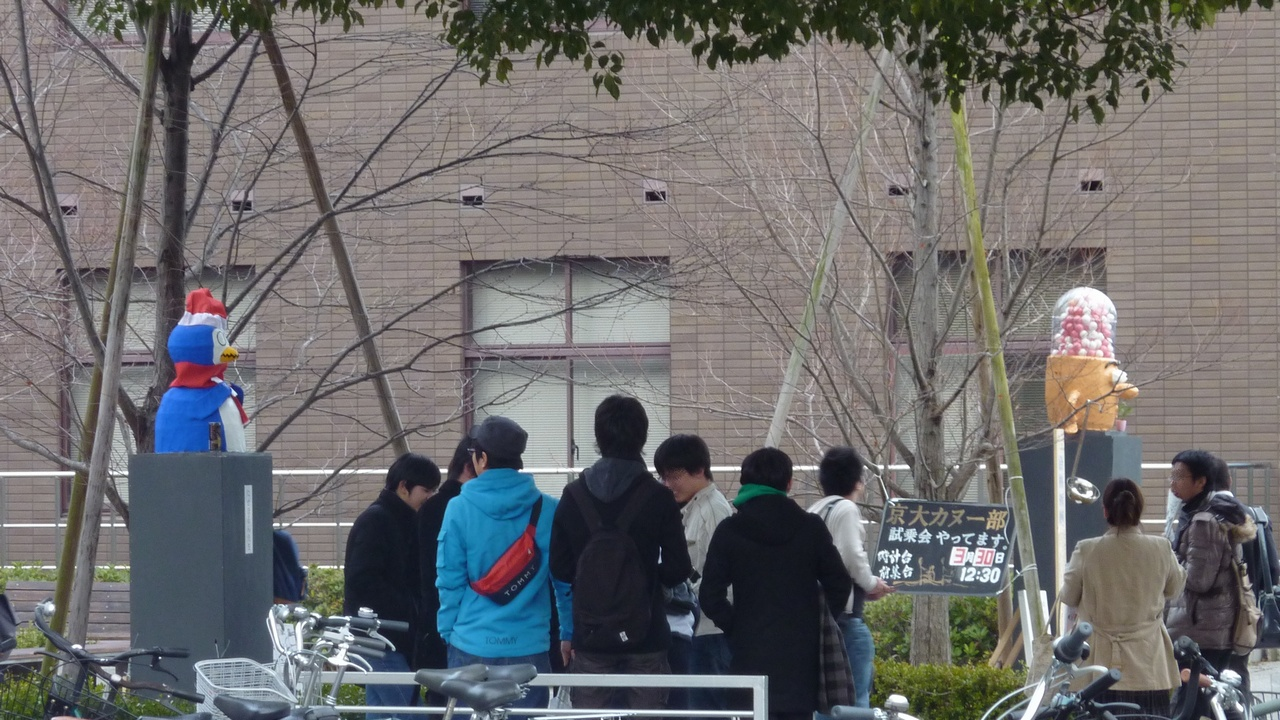
2011年は「偽物」まで出現した

度重なるいたずらを理由に大学側は銅像を総合人間学部図書館の地下に収納する措置を採ったため、1997年3月限りで銅像そのものは姿を消すこととなった。このため本来の銅像や台座に対して何かを描き加えたり装着したりするということはなされなくなったが、それに代わって独自のオブジェが制作され、折田像が元あった場所に展示される事態となった。展示にあたっては像（オブジェ）のみならず、台座および像の取り扱いに関する注意書きの立看板も含めて折田像がかつて設置されていた状況を模倣するパロディへとエスカレートするようになった。
折田先生像撤去後すぐに『北斗の拳』のラオウを模した漢の生き様バージョンが設置された。その他にも力石徹バージョン、スターガオガイガーバージョン、さらには快傑ズバット像など、さまざまな新企画が示された。

### 2000年代
2002年には場所を総合人間学部図書館前に移し、王蟲を連れたナウシカを模した風の谷のナウシカバージョン、M16のモデルガンを構えたゴルゴ13バージョン などが製作された。像だけでなく、横の「落書きしないように」との看板もキャラクターに合わせ文言を変えて模倣するのが先生像撤去後の特徴の一つである。
それも2003年7月頃に撤去されていたが、2004年2月の入試期間前後にひょっこりひょうたん島のサンデー先生バージョンが作られ、復活した。そして、同年7月には再び撤去された。2005年2月下旬には場所を吉田南構内正門付近に移し、新たにDr.スランプのキャラクターを模したスッパマンバージョンが出現したが同年5月下旬に撤去された。
2006年2月中旬、折田大仏と題された像が設置されたが、後日何者かに大仏は破壊された。同年2月下旬、ちびまる子ちゃんのキャラクターを模した永沢くんバージョンが出現し、同年3月25日に撤去された。
2007年2月下旬、不二家のマスコットキャラクターを模したポコちゃんバージョンが出現したが、同年3月19日未明に何者かにより破壊され翌日に撤去。その後は大学側で保管されている。
2008年2月下旬、アンパンマンの登場キャラクターを模したてんどんまんバージョンが出現した。
2009年2月下旬、仮面ライダーV3の登場キャラクターを模したライダーマンバージョンが出現した（ライダーマンに変身する結城丈二は京都大学工学部出身という設定である）。

### 2010年代
2010年2月25日、『ポケットモンスター』の登場キャラクターを模したタケシバージョンが出現した。
2011年2月25日、グラクソ・スミスクラインの総合感冒薬「コンタック」のキャラクターを模したMr. CONTACバージョンが出現した。横に掲げられた看板の声明は、Mr.CONTAC の声を務める笑福亭笑瓶 の名義で出された。なお、これに先立つ24日には、にせほるんという Twitter の botを模した折田先生像のパロディが何者かによって設置されたが、27日までに撤去された。
2012年2月25日、地上デジタル放送化のマスコットキャラクターである地デジカバージョンが出現した。看板の声明は、同じく地上波デジタル放送推進のプロモーションを務めた草彅剛の韓国語読みであるチョナン・カン名義で出された。
2013年2月25日、ロッテのチョコレート菓子・TOPPOの販売促進キャラクターであるノッポトッポちゃんバージョンが出現した。看板の声明はTOPPOのテレビコマーシャルに出演した経験のある長瀬智也の名義で出された。
2014年2月25日、森永製菓のチョコボールのマスコットキャラクターであるキョロちゃんバージョンが出現した。看板の声明はチョコボールの「エンゼル」名義で出された。
2015年2月25日には漫画「サザエさん」に登場する磯野カツオの親友、中島弘バージョンが出現。なお、像の肩には小さなカツオ像が、像の後ろ側には小さなタマの像があった。看板の声明はサザエ名義で出された。この年は本部構内の時計台前のクスノキに映画アナと雪の女王に登場する「オラフ」の小さな人形を多数吊るした「折フ先生の森」と称するオブジェも登場し、看板ではなく張り紙ではあったが、教養部名義で声明文も掲出された。
2016年2月25日、任天堂のゲームソフトである星のカービィシリーズの主人公キャラクターであるカービィバージョンが出現した。像の後ろ側にはピンク色が共通しているためなのか、小さな桂ヒナギクのフィギュアがあった。看板の声明はカービィのライバルである「メタナイト」名義で出された。看板裏の写真はAV女優の上原亜衣のポートレート写真が貼られた。
2017年2月25日には、お笑い芸人であるコウメ太夫バージョンが出現した。看板の声明は「狩野英孝」名義で張り出されていた。さらに、その横には京都大学からの告示に似せた偽告示文が掲示されており、発出者はよく読むと京都大学ではなく「京都太夫」を称する謎の人物によるものであった。また「折田先生」の名称が、「告示文からの追求から逃れるため」として「川田先生」と改称させられていた。
2018年2月25日、任天堂のゲームシリーズであるどうぶつの森シリーズの登場キャラクターであるリセットさんバージョンが出現した。看板の声明は同ゲームの登場キャラクターである「みしらぬネコ」名義で出された。看板裏の写真は声優の小松未可子のポートレート写真が貼られた。さらに、その横には偽告示文が掲示されていたが、発出者は「折田彦市役所」となっていた。
2019年2月25日には、平成という元号を発表した当時の内閣官房長官である、小渕恵三バージョンが製作された。通常折田先生像が設置されていた場所に入試案内板が設置されていたため、別の場所に設置されている。看板の声明は時の内閣総理大臣である竹下登の名前で出されたが、後に大学当局によって撤去された。また、その手前には、偽折田先生像としてアニメ機動戦士ガンダム 鉄血のオルフェンズのキャラクターであるオルガ・イツカの像「オルガ団長像」が設置され、花束や見切り品の鉄火丼を始めとした数々の品が供えられていたが、これも後に大学当局によって撤去された。偽看板も同様に設置され、声明は同作のヒロインであるクーデリア・藍那・バーンスタイン名義であった。なお、「オルガ団長像」については、台車が取り付けられた移動式であった。さらには、AR折田先生像も“設置”され、先述の入試案内板付近にバーチャルの折田先生像が設置された。AR折田先生像については、マリオシリーズのキャラクターヘイホーおよび、同年のセンター試験英語リスニング第1問目選択肢に掲載された「リスニング四天王」が確認されている。
翌日26日には、前日の撤去にもかかわらず新たな「折田先生像」が設置され、先述の小渕恵三官房長官とオルガ・イツカを合体させ、「鉄華」の字を掲げた「オルガ先生像」が設置された。看板の声明は機動戦士ガンダム 鉄血のオルフェンズのキャラクターであるマクギリス・ファリドであるが、文中の「折田彦市先生」の名称が「オルガ彦市先生」名義であり、前日の2枚の声明を混ぜた内容だった。このほかに「折田先生の墓」と書かれた、台座のみの構造物も設置された。看板の声明文については、こちらは複数設置であった。

### 2020年代
2020年2月25日には、TBS系番組『世界・ふしぎ発見!』に登場する人形であるスーパーヒトシ君バージョンが出現した。看板の声明は番組レギュラーである野々村真名義で出された。設置場所は昨年と同様。また、別の場所には本物の折田先生像を模した像も出現した。
2021年2月25日には、児童書・テレビアニメ『かいけつゾロリ』の主人公・ゾロリの弟子であるノシシバージョンが出現した。看板の声明は原作者である原ゆたか名義で出され、原作の表記に倣い「折田彦市せんせ」表記となっていた。別の場所には折田先生像の顔出し看板が設けられたほか、ゲーム『ファイナルファンタジーシリーズ』の登場キャラクターであるセフィロスをモチーフにした「田代先生像」、2020年10月に就任した当時の京都大学総長である湊長博と同姓のバーチャルYouTuberである湊あくあをモチーフにした「湊総長像」も出現した。
2022年2月25日には、スタジオジブリ制作の映画『崖の上のポニョ』の主人公であるポニョバージョンが出現した。看板の声明はポニョの父親であるフジモト名義で出された。別の場所にはゲーム『けものフレンズ3』の登場キャラクターであるミーアキャットをモチーフにした「ミーア先生像」、バーチャルYouTuber事務所にじさんじ所属の不破湊をモチーフにした「湊総長像」も出現した。
2023年2月25日には、漫画「ONE PIECE」の登場キャラクターであるトニートニー・チョッパーバージョンが出現した。看板の声明は漫画の主人公であるルフィ名義で出された。別の場所には漫画「メイドインアビス」の登場キャラクターであるボンドルドをモチーフにした「黎明卿像」、漫画「ぼっち・ざ・ろっく!」の主人公である後藤ひとりをモチーフにした「後藤先生像」も出現した。
2024年2月25日には、任天堂のゲームシリーズであるマリオシリーズの登場キャラクターであるパックンフラワーバージョンが出現した。看板の声明は同ゲームの登場キャラクターである「クッパJr.」名義で出された。
2025年2月25日には、絵本・テレビアニメ『はなかっぱ』の主人公であるはなかっぱバージョンが出現した。看板の声明は同作品の登場キャラクターである「がりぞー」名義で出された。

### 看板裏写真
「京都大学からのお願い」看板の裏には女性芸能人の写真が貼られることが恒例になっている。異例のものとしては2014年の艦隊これくしょん -艦これ-のキャラクター、島風のフィギュア写真、2016年のAV女優である上原亜衣、2021年のスポーツ選手の本田真凜がある。2017年には、メディアミックス『アイドルマスター シンデレラガールズ』のキャラクターである島村卯月が登場し、女性芸能人という設定の非実在人物が初登場となった。なお、アイドルマスターシリーズは、2019年にもアイドルマスターミリオンライブ!のキャラクターである桜守歌織が登場した。2020年には初の男性芸能人が登場した。

### 「再建」後の一覧
| 年度   | 像のモチーフ                                         | 付随した制作物                                           | 看板の声明者     | 看板裏写真                     | 並立した折田先生像                                          |
| ------ | ---------------------------------------------------- | -------------------------------------------------------- | ---------------- | ------------------------------ | ----------------------------------------------------------- |
| 2000年 | ラオウ （北斗の拳）                                  |                                                          | 武論尊           | -                              | -                                                           |
| 2002年 | ナウシカ （風の谷のナウシカ）                        | 王蟲 （風の谷のナウシカ）                                | 総合人間学部     | -                              | -                                                           |
| 2003年 | ゴルゴ13 （ゴルゴ13）                                |                                                          | さいとう・たかを | 安倍なつみ                     | -                                                           |
| 2004年 | サンデー先生 （ひょっこりひょうたん島）              |                                                          | ドン・ガバチョ   | 上戸彩                         | -                                                           |
| 2005年 | スッパマン （Dr.スランプ）                           |                                                          | -                | 石原さとみ                     | -                                                           |
| 2006年 | 永沢 君男 （ちびまる子ちゃん）                       | 藤木君 （ちびまる子ちゃん）                              | さくらももこ     | 長澤まさみ                     | 大仏                                                        |
| 2007年 | ポコちゃん （不二家のキャラクター）                  |                                                          | 黒塗り           | 綾瀬はるか                     | -                                                           |
| 2008年 | てんどんまん （それいけ!アンパンマン）               |                                                          | やなせたかし     | 北乃きい                       | -                                                           |
| 2009年 | ライダーマン （仮面ライダーV3）                      |                                                          | V3               | 優木まおみ                     | -                                                           |
| 2010年 | タケシ （ポケットモンスター）                        |                                                          | イワーク         | 広末涼子                       | -                                                           |
| 2011年 | Mr.CONTAC （グラクソ・スミスクラインのキャラクター） |                                                          | 笑福亭笑瓶       | 加藤あい                       | にせほるん                                                  |
| 2012年 | 地デジカ （地上デジタル放送推進協会のキャラクター）  | ニコニコテレビちゃん （ニコニコ動画のキャラクター）      | チョナン・カン   | 本仮屋ユイカ                   | -                                                           |
| 2013年 | ノッポトッポちゃん （ロッテのキャラクター）          | きのことたけのこ （明治製菓のキャラクター）              | 長瀬智也         | 岩佐真悠子                     | -                                                           |
| 2014年 | キョロちゃん                                         | 連装砲ちゃん （艦隊これくしょん -艦これ-）               | エンゼル         | 峯岸みなみ 島風                | -                                                           |
| 2015年 | 中嶋弘 （サザエさん）                                | 磯野カツオ （サザエさん） タマ （サザエさん） チンアナゴ | サザエ           | 菅野美穂                       | -                                                           |
| 2016年 | カービィ （星のカービィ）                            |                                                          | メタナイト       | 上原亜衣                       | -                                                           |
| 2017年 | コウメ太夫                                           |                                                          | 狩野英孝         | 島村卯月                       | -                                                           |
| 2018年 | リセットさん （どうぶつの森）                        | メジェド （古代エジプト神話）                            | みしらぬネコ     | 小松未可子                     | -                                                           |
| 2019年 | 小渕恵三 （第49代内閣官房長官）                      |                                                          | 竹下登           | 黒木華 桜守歌織                | オルガ・イツカ オルガ先生 AR折田先生像 折田先生の墓（台座） |
| 2020年 | スーパーヒトシ君 （世界・ふしぎ発見!）               | 板東英二の写真                                           | 野々村真         | 朝田淳弥 池田エライザ          | 折田先生像                                                  |
| 2021年 | ノシシ （かいけつゾロリ）                            |                                                          | 原ゆたか         | 本田真凜                       | 顔ハメ看板 セフィロス像 湊あくあ総長像                      |
| 2022年 | ポニョ （崖の上のポニョ）                            |                                                          | フジモト         | 齊藤なぎさ                     | ミーア先生像 不破湊総長像                                   |
| 2023年 | トニートニー・チョッパー (ONE PIECE)                 |                                                          | ルフィ           | 小野寺梓 葉山舞鈴              | 黎明卿像 後藤先生像                                         |
| 2024年 | パックンフラワー （マリオシリーズ）                  |                                                          | クッパJr.        | 藤井聡太 菅波美玲 川中子奈月心 | 陸八魔先生像 木星                                           |
| 2025年 | はなかっぱ （はなかっぱ）                            |                                                          | がりぞー         | 赤見かるび 山野愛月 坂川陽香   |                                                             |

## 対応

### 大学当局の対応
かつての京都大学当局は、自作像設置の風習を事実上黙認していた。2008年に登場したてんどんまんバージョンに対しては、京都大学高等教育研究開発推進機構が大学ホームページを通して公式声明を発表した。例年置かれる像の出来映えを賞賛し、折田先生像を「吉田南構内の風物詩の一つ」として事実上黙認する構えを見せた。また、いつも何者かに折田先生像が破壊される事実に対しては「創作物を壊すという行為は、最も悪質で下劣で野蛮な行為」と厳しく断じた。一方2008年に『アンパンマン』シリーズの著作権を保有する企業から問い合わせがあり、撤去要求はなかったが著作物のイメージを損ねないよう要請があったことを明かした。これを受けて機構は制作者が自主的に像を撤去することを呼びかけ、それが叶わぬときは誰の目にも劣化したことが明らかになった際に機構が撤去するとした。
しかし2018年度以降、京大当局は大学周辺・構内における設置物への規制・管理を強化し（京都大学の立て看板参照）、「折田先生像」に対しても容認しない姿勢を示すようになった。2019年の折田先生像は設置された当日の昼に撤去されている。2022年には午前中のうちに、「この工作物を撤去されない場合は処分します」と書かれた撤去要請の紙が京大当局によって貼られている。

### 折田彦市一族の対応
折田彦市の曾孫は、朝日新聞の2012年の取材に対し、「折田一族全員、落書きや現状を知っています。誰も怒っていません」とコメントしている。